# Château de Salignac
Pour les articles homonymes, voir Salignac.
Le château de Salignac est l'ancien château fort des Salignac, des XIe et XVe siècles ; il est situé sur la commune de Salignac-Eyvigues, dans le département français de la Dordogne, en région Nouvelle-Aquitaine.
Il ne faut pas le confondre avec le château de Fénelon qui se situe à Sainte-Mondane sur la rive gauche de la Dordogne, qui a appartenu à la famille Salignac de la Mothe-Fénelon, branche cadette de la précédente.
Il fait l'objet d'une protection au titre des monuments historiques.

## Historique
La famille de Salignac (ou de Salagnac) apparaît à la fin du Xe siècle avec Geoffroi de Salignac, né vers 980, qui possédait la châtellenie de Salignac, des fiefs dans le Quercy et les vicomtés de Turenne et de Gimel. L'origine de la famille de Salignac pourrait être une branche cadette des vicomtes de Turenne de la famille de Comborn. Bertrand de Salignac n'ayant eu que des filles de ses deux mariages, la seigneurie de Salignac passa à la famille de Gontaut par le mariage, en 1545, de Jeanne de Salignac avec Armand de Gontaud, seigneur de Madaillan, qui a fondé la branche des Gontaut-Salagnac (ou Salignac). Le château est passé au XVIe siècle aux Montmège et au XVIIIe siècle aux Noailles. Le château est racheté en 1912 par la famille Salignac-Fénelon.
Il est fait mention du site de Salignac autour de l'an 980, mais c'est vers le XIe siècle que des constructions de pierre apparaissent. Il s'agissait principalement de deux tours de plan plus ou moins carré (de huit mètres de côté), d'éléments de muraille qui enveloppaient la motte féodale et divers bâtiments d'habitation et d'exploitation. En 1251, le château est attesté sous la forme castrum de Salenhac lors du testament de Raymond II, vicomte de Turenne,. Tout au long des siècles suivants, beaucoup de modifications ont été apportées au château, des maisons nobles ont été bâties pour loger les nombreux coseigneurs du lieu et leur maison. Le château de Salignac était une coseigneurie, une sorte de copropriété partagée par plusieurs familles nobles : Lagarde-Salignac, Ferrière et autres. De cette période, il ne reste que les deux tours carrées dont une à contreforts très vraisemblablement arasée au niveau d'une voûte intermédiaire, quelques portions de muraille et les ruines de certains bâtiments. Rattachée au diocèse de Cahors, la châtellenie de Salignac comprenait les paroisses de Borèze, Carlucet, Eybènes, Paulin, Saint-Crépin, Salignac, Toulgou, et en partie Archignac, Millac, Saint-Bonnet et Saint-Geniez.
Pendant la guerre de Cent Ans, le château a subi de nombreuses destructions, tant de la part des Anglais que des Français, qui l'ont tour à tour occupé. C'est au XVe siècle qu'une grande campagne de restauration et de reconstruction a lieu, menée par Antoine de Salignac.
Les façades et toitures des bâtiments, les remparts et le sol sont inscrits au titre des monuments historiques le 23 mai 1969.

### Aménagements et restauration auxXXeetXXIesiècles
Marqué par son histoire et sans entretien, une grande partie du château est tombée en ruine. Devenu propriété en 1912 de la famille Salignac-Fénelon, le château et son grand logis ont subi d'importantes modifications au XXe siècle pour l'adapter au confort moderne.
Racheté en 2006 par la famille Starckmann, le château de Salignac fait l'objet de restauration par ses nouveaux propriétaires. L'objectif : redonner au château son aspect du XVe siècle. D'importants travaux, menés principalement par la famille, épaulés par des bénévoles lors de chantiers participatifs, permettent de refaire la charpente et la toiture de lauze, de sécuriser et réaménager l'intérieur. Des fouilles dans l'enceinte remblayée du château ainsi que des recherches dans les archives existantes ont permis d'apporter des informations précieuses sur le bâti complexe et son organisation, et d'adapter les restaurations.
En 2021, la château est ouvert à la visite avec quatre premières pièces restaurées ; en 2025, celle-ci comprend quatorze salles.